# 도천면
도천면(都泉面)은 대한민국 경상남도 창녕군의 면이다. 2011년 6월 1일을 기준으로 면적은 25.45km2이고, 인구는 1,357세대, 2,848명이다.

## 연혁
- 조선시대 경상도 영산군 도천면
- 1895년 음력 윤5월 1일 대구부 영산군[1]
- 1896년 8월 4일 경상남도 영산군[2]
- 1914년 4월 1일 경상남도 창녕군 도천면[3] (8리)

## 행정 구역
- 도천리(都泉里): 행정복지센터 소재지.
- 논리(論里)
- 덕곡리(德谷里)
- 송진리(松津里)
- 어만리(於萬里)
- 예리(禮里)
- 우강리(友江里)
- 일리(一里)